# Емилио Флорес Маркез
Емилио Флорес Маркез (шп. Emilio Flores Márquez; Каролина, 8. август 1908 — Трухиљо Алто, 12. август 2021) био је порторикански суперстогодишњак који је према гинисовој књизи рекорда носио титулу најстаријег живог мушкарца на свету у периоду од 24. септембра 2020. до 12. августа 2021. године.

## Биографија
Емилио Флорес Маркез рођен је у Каролини, Порторико, 8. августа 1908. године. Био је друго од једанаесторо деце Алберта Флореса и Маргарите Маркез. Породица се бавила и узгојем шећерне трске. Као најстарији брат, такође је преузео одговорност за кућне послове и бригу о млађој браћи и сестрама. Похађао је школу само три године, током којих је научио да чита и пише – вештине које је његов отац сматрао „довољним“ да би наставио даље у животу.
1935. године, оженио се Андреом Перез Мелендес (1918–2011), са којом је имао четворо деце: Хилду Луз, Олгу Сорајду, Емилија и Тирса. Били су у браку више од 75 година до њене смрти 1. марта 2011, у доби од 92 године. Двоје његове деце, Хилда и Олга, преминуле су 2013. године.
У доби од 103 године, преживео је операцију уградње пејсмејкера, а у доби од 108 година, преживео је цревну опструкцију.
15. децембра 2017. године, након смрти 110-годишње Секундине Ривере Кумбе, постао је најстарија жива особа у Порторику.
24. септембра 2020.  године, након смрти 114-годишњег Томаса Пиналеса Фигуереоа из Доминиканске Републике, постао је најстарији живи мушкарац на свету.
Када су га питали за тајну његове дуговечности, одговорио је: "Тата ме је одгајао с љубављу, научио ме да волим све. Увек је говорио мени, мојој браћи и сестрама да чинимо добра дела. Осим тога, Христос живи у мени!" Његова сестра Хоакина (1916–2018) живела је 101 годину, а брат Мигел (1920–2017) умро је у Њу Џерзију, два месеца пре него што би напунио 97 година.
Емилио Флорес Маркез преминуо је у Трухиљо Алтоу, Порторико, 12. августа 2021. године, у доби од 113 година и 4 дана. Након његове смрти, тада 112-годишњи Сатурнино де ла Фуенте Гарсија из Шпаније, преузео је титулу најстаријег живог мушкарца на свету.